# كلو كيم
كلو كيم (بالإنجليزية: Chloe Kim)‏ متزلجة أمريكية ولدت في 23 أبريل 2000 في الولايات المتحدة الأمريكية فازت بالعديد من الميداليات منها الفضية والذهبية.

## روابط خارجية
- كلو كيم على موقع IMDb (الإنجليزية)
- كلو كيم على موقع ميوزك برينز (الإنجليزية)
- كلو كيم على موقع قاعدة بيانات الفيلم (الإنجليزية)
- كلو كيم على موقع الاتحاد الدولي للتزلج (التزلج الحر) (الإنجليزية)
- كلو كيم على موقع الاتحاد الدولي للتزلج (ركوب لوح الثلج) (الإنجليزية)
- كلو كيم على موقع اللجنة الأولمبية الدولية (الإنجليزية)
- كلو كيم على موقع أوليمبيديا (الإنجليزية)
- كلو كيم على موقع اللجنة الأولمبية والبارالمبية الأمريكية (الإنجليزية)
- كلو كيم على موقع ألعاب إكس (مؤرشف) (الإنجليزية)